# Incest Brothers
Incest Brothers, svenskt punkband som bildades augusti 1977 i Stockholmsförorten Jakobsberg.

## Bandet
Gamla Incest Brothers bildades en kväll i augusti 1977. Men bandet ombildades i september 1978 med många nya medlemmar.
Tillsammans med KSMB och Travolta Kids medverkar de på en platta vid namn Bakverk 80. Mongo spelar numera bas och sjunger i Köttgrottorna medan Johnny Essing spelar gitarr i bob hund och Bergman Rock.

### Medlemmar
- Stefan "Mongo" Enger (bas & sång)
- Happy Törnblom (trummor & sång)
- Johnny Essing (gitarr)
- Sir N Andersson (gitarr & sång)
- Hazze Johannesson (sång)
- Vortex (gitarr)
- Sören Carlsson (trummor)
- Pettersson Peter Almcrantz (organ)

## Diskografi
Album
- 1979 - Bakverk 80  (Splitskiva tillsammans med  KSMB och Travolta Kids.)
- 1984 - Tre År Försent

Single
- 2022 - Ljuset Igen

Ep
- 2020 - Hotet mot vår säkerhet
- 2023 - Live klubben nalen